# Кастрехон, Франсиско
Франсиско Кастрехон Рамирес (исп. Francisco Castrejón Ramírez; род. 11 июня 1947, Туспан, Веракрус) — мексиканский футбольный вратарь, участник ЧМ-1970.

## Биография

### Игровая карьера
Кастрехон в возрасте 16 лет дебютировал за «УНАМ Пумас» в матче против «Толуки», который закончился победой «Пумас» со счётом 2:1. В последующие годы он закрепился в составе «Пумас», за который играл в течение 8 сезонов, пока в 1972 году не перешёл в «Сан-Исидоро Лагуна», в котором отыграл сезон.
Следующим его клубом в карьере стала «Пуэбла», в которой он отыграл два сезона, а затем в 1975 году перешёл в «Америку», в составе которой стал чемпионом Мексики, выиграл Лигу чемпионов КОНКАКАФ в 1977 году и трофей Чемпион чемпионов Мексики в 1976 году.
Покинув «Америку» в 1979 году, Кастрехон играл за «Тампико Мадеро» (1979—1980), «Атлас» (1980—1982) и «Атлетико Морелия» (1982—1983), в котором закончил карьеру в возрасте 36 лет.
В составе сборной Мексики был в заявке на ЧМ-1970, но на турнире не играл. В последующие годы сыграл более 20 матчей за национальную сборную, но на крупных турнирах не принимал участия.

### Послефутбольная деятельность
Завершив карьеру игрока, занимался бизнесом, который заключался в строительно-отделочных работах.
Помимо этого, Кастрехон работал тренером вратарей в молодёжной команде клуба «Атлас», а затем перешёл в основную команду, где продолжил работать тренером вратарей.

## Достижения
«Америка» Мехико
- Чемпион Мексики (1): 1975/76
- Обладатель Чемпион чемпионов Мексики (1): 1976
- Обладатель Кубка чемпионов КОНКАКАФ (1): 1977
- Обладатель Межамериканский кубок (1): 1977